# Deutscher Eishockeypokal 2003/04
Der Deutsche Eishockeypokal wurde in der Saison 2003/04 zum zweiten Mal vom Deutschen Eishockey-Bund in Zusammenarbeit mit der Deutschen Eishockey Liga und der Eishockeyspielbetriebsgesellschaft ausgespielt.
Spieltermin für die erste Runde war der 31. August 2003, die zweite Runde wurde am 23. September ausgespielt. Das Viertelfinale fand am 11. November 2003, das Halbfinale am 13. Januar 2004 statt, bevor am 10. Februar im Finale der Pokalsieger bestimmt wurde.

## Teilnehmer
| Die 14 Teams der Deutschen Eishockey Liga: | Die 18 Teams der 2. Eishockey-Bundesliga: |
| --- | --- |
| - Augsburger Panther - Eisbären Berlin - DEG Metro Stars - Frankfurt Lions - Wölfe Freiburg - Hamburg Freezers - Hannover Scorpions - ERC Ingolstadt - Iserlohn Roosters - Kassel Huskies - Kölner Haie - Krefeld Pinguine - Adler Mannheim (Titelverteidiger) - Nürnberg Ice Tigers | - EC Bad Nauheim - EC Bad Tölz - SC Bietigheim-Bissingen - REV Bremerhaven - ETC Crimmitschau - EV Duisburg - Heilbronner Falken - ESV Kaufbeuren - Landshut Cannibals - Eisbären Regensburg - SC Riessersee - Straubing Tigers - Lausitzer Füchse - Grizzly Adams Wolfsburg - 1. EV Weiden - Schwenninger ERC - Dresdner Eislöwen - Bayreuth Tigers |

## Begegnungen

### 1. Runde
Die 1. Runde fand am 31. August 2003 statt.
| Lausitzer Füchse        | – | Krefeld Pinguine        | 2:3       | (1:2, 1:1, 0:0)           |
| Dresdner Eislöwen       | – | Kassel Huskies          | 3:5       | (1:4, 2:1, 0:0)           |
| EC Bad Tölz             | – | Kölner Haie             | 0:2       | (0:2, 0:0, 0:0)           |
| SERC Wild Wings         | – | SC Bietigheim-Bissingen | 3:4 n. P. | (0:0, 3:1, 0:2, 0:0, 0:1) |
| Bayreuth Tigers         | – | SC Riessersee           | 0:6       | (0:2, 0:3, 0:1)           |
| Landshut Cannibals      | – | Adler Mannheim          | 4:3       | (2:0, 1:2, 1:1)           |
| EV Duisburg             | – | DEG Metro Stars         | 2:3       | (0:0, 0:3, 2:0)           |
| ETC Crimmitschau        | – | Hamburg Freezers        | 3:6       | (1:1, 1:3, 1:2)           |
| 1. EV Weiden            | – | Augsburger Panther      | 4:6       | (2:4, 0:1, 2:1)           |
| Heilbronner Falken      | – | Wölfe Freiburg          | 6:5 n. V. | (2:0, 2:2, 1:3, 1:0)      |
| ESV Kaufbeuren          | – | Frankfurt Lions         | 2:5       | (1:2, 1:1, 0:2)           |
| Eisbären Regensburg     | – | Nürnberg Ice Tigers     | 2:3       | (1:1, 0:0, 1:2)           |
| REV Bremerhaven         | – | Hannover Scorpions      | 3:4 n. V. | (0:1, 0:1, 3:1, 0:1)      |
| Straubing Tigers        | – | ERC Ingolstadt          | 1:4       | (1:2, 0:1, 0:1)           |
| EC Bad Nauheim          | – | Eisbären Berlin         | 2:6       | (0:4, 1:0, 1:2)           |
| Grizzly Adams Wolfsburg | – | Iserlohn Roosters       | 4:2       | (1:1,1:1,2:0)             |

### 2. Runde
Die 2. Runde fand am 23. September 2003 statt. Im Rahmen der DEL-Partie der Kölner Haie gegen die DEG Metro Stars wurde die Runde von Dieter Hegen ausgelost.
| Augsburger Panther      | – | ERC Ingolstadt      | 3:4 | (1:1, 2:2, 0:1) |
| Hannover Scorpions      | – | Kölner Haie         | 0:6 | (0:2, 0:2, 0:2) |
| Grizzly Adams Wolfsburg | – | Heilbronner Falken  | 5:2 | (1:1, 2:0, 2:1) |
| Frankfurt Lions         | – | Nürnberg Ice Tigers | 0:4 | (0:1, 0:1, 0:2) |
| Landshut Cannibals      | – | Kassel Huskies      | 1:2 | (0:0, 0:1, 1:1) |
| Krefeld Pinguine        | – | Hamburg Freezers    | 5:2 | (2:2, 2:0, 1:0) |
| Bietigheim Steelers     | – | Eisbären Berlin     | 3:5 | (1:0, 2:3, 0:2) |
| SC Riessersee           | – | DEG Metro Stars     | 5:4 | (4:0, 1:2, 0:2) |

### Viertelfinale
Spieltermin für die Viertelfinale war der 11. November 2003.
| SC Riessersee    | – | Grizzly Adams Wolfsburg | 3:2       | (0:0, 2:0, 1:2)      |
| Kölner Haie      | – | ERC Ingolstadt          | 3:2 n. V. | (0:0, 1:1, 1:1, 1:0) |
| Krefeld Pinguine | – | Nürnberg Ice Tigers     | 2:4       | (1:0, 1:4, 0:0)      |
| Eisbären Berlin  | – | Kassel Huskies          | 2:4       | (1:0, 1:2, 0:2)      |

### Halbfinale
Spieltermin für die Halbfinalbegegnungen war der 13. Januar 2004.
| SC Riessersee       | – | Kassel Huskies | ausgefallen* | ausgefallen*    |
| Nürnberg Ice Tigers | – | Kölner Haie    | 1:3          | (1:0, 0:0, 0:3) |

* Das Spiel wurde nicht mehr ausgetragen, da dem SC Riessersee zuvor aufgrund finanzieller Schwierigkeiten die Lizenz entzogen worden war.

### Finale
Das Finale wurde am 10. Februar 2004 in der Kölnarena ausgespielt.
| Kölner Haie | – | Kassel Huskies | 3:1 | (2:1, 1:0, 0:0) |

Somit wurden die Kölner Haie zweiter Pokalsieger.